# Пашковський Вадим Вікторович
Вади́м Ві́кторович Пашко́вський (19 липня 1992 — 11 серпня 2014) — солдат Збройних сил України, учасник російсько-української війни.

## Життєвий шлях
Народився 1992 року в селі Явне (Баранівський район, Житомирська область). Закінчив 9 класів ЗОШ села Явне, загальноосвітню школу смт Мар'янівка Баранівського району і Новоград-Волинський економіко-гуманітарний коледж — за спеціальністю правознавство. Пройшов строкову військову службу в лавах Збройних Сил України. Хотів вступити до військового училища.
Мобілізований весною 2014-го, солдат, гранатометник, 30-та окрема механізована бригада. З літа 2014 року брав участь у боях на сході України.
Загинув 11 серпня 2014 року о 14:00 під час обстрілу з БМ-21 «Град» і танків КП бригади в районі села Степанівка (Шахтарський район). Тоді ж полягли Даніл Кіріллов, Сергій Майборода, Іван Олійник, зник безвісти Роман Веремійчук.
Поховали Вадима 15 серпня 2014-го з військовими почестями на кладовищі селища Мар'янівка Баранівського району.
Без сина лишились батьки.

## Нагороди та вшанування
За особисту мужність і героїзм, виявлені у захисті державного суверенітету та територіальної цілісності України, вірність військовій присязі під час російсько-української війни, відзначений — нагороджений
- орденом «За мужність» III ступеня (15.5.2015, посмертно)
- його портрет розміщений на меморіалі «Стіна пам'яті полеглих за Україну» в Києві: секція 2, ряд 1, місце 32
- 2 березня 2015 року у селі Явне на будинку загальноосвітньої школи йому відкрито меморіальну дошку.[1]
- вшановується на щоденному ранковому церемоніалі вшанування захисників України, які загинули цього дня в різні роки внаслідок російської збройної агресії.[2]